# جس والتون
 جس والتون (انگلیسی: Jess Walton؛ زادهٔ ۱۸ فوریهٔ ۱۹۴۹) یک هنرپیشه اهل ایالات متحده آمریکا است.